# デッドロック (2002年の映画)
『デッドロック』（原題: Undisputed）は、2002年のアメリカ合衆国のアクション映画。ウォルター・ヒル脚本・製作・監督、ウェズリー・スナイプス、ヴィング・レイムス出演。
アメリカ劇場公開時には、あまりいい成績を記録できなかったが、DVDとビデオの売れ行きが良かったため、モンローを除く登場人物が活躍する続編がビデオ映画として製作され、2006年にアイスマン役をマイケル・ジェイ・ホワイトに交代させた『デッドロックII』、さらにスコット・アドキンス主演で2010年に『Undisputed III: Redemption』、2016年に『デッドロック 絶対王者ボイカ』がそれぞれ発売された。

## ストーリー
カリフォルニア州モハーヴェ砂漠に立つスウィート・ウォーター刑務所。そこでは多数の凶悪犯罪者が厳戒態勢のもと収容されていた。
囚人たちの唯一の娯楽は、刑務所間で行われているボクシングプログラムであり、その67戦無敗のチャンピオンであるモンローは、かつては有望なヘビー級ボクサーであったが、妻の浮気相手を誤って殺害してしまったため、現在は終身刑の身となっていた。
そんなある日、レイプ犯として現役のヘビー級チャンピオンだったアイスマンが収容されてくる。彼は他の囚人たちに対しても傲慢な態度で接し、いつしか刑務所の中でも幅を利かすようになっていった。そんな二人は当然の様に反発し合い、ついにリングの上で決着をつけることになる。

## キャスト
| 役名                                 | 俳優                         | 日本語吹替 |
| ------------------------------------ | ---------------------------- | ---------- |
| モンロー・ハッチェンス               | ウェズリー・スナイプス       | 江原正士   |
| ジョージ・"アイスマン"・チェンバース | ヴィング・レイムス           | 江川央生   |
| メンディ・リップスタイン             | ピーター・フォーク           | 石田太郎   |
| A・J・マーカー                       | マイケル・ルーカー           | 星野充昭   |
| ジーザス・"チューイ"・カンポス       | ジョン・セダ                 | 桐本琢也   |
| ミンゴ・ペイス                       | ウェス・ステューディ         | 廣田行生   |
| ラットバッグ                         | フィッシャー・スティーヴンス | 多田野曜平 |
| ヤンク・ルイス                       | デイトン・カーリー           | 石住昭彦   |
| リップスコーム刑務所長               | デニス・アーント             | 木村雅史   |

## スタッフ
- 監督：ウォルター・ヒル
- 脚本：デヴィッド・ガイラー、ウォルター・ヒル
- 製作：デヴィッド・ガイラー、ウォルター・ヒル、ブラッド・クレヴォイ、アンドリュー・シュガーマン
- 製作総指揮：ボアズ・デヴィッドソン、ダニー・ディムボート、アヴィ・ラーナー、サンドラ・シャルバーグ、トレヴァー・ショート、ウェズリー・スナイプス、ジョン・トンプソン、ルドルフ・G・ワイスマイヤー
- 撮影監督：ロイド・エイハーンII世,A.S.C.
- プロダクションデザイナー：マリア・カソ
- 編集：フリーマン・デイヴィス、フィル・ノーデン
- 衣裳デザイン：バーバラ・イングルハート
- 音楽：スタンリー・クラーク、TQ
- キャスティング：ルーベン・キャノン
- 日本語字幕：田中武人
- 吹替翻訳：久布白仁司